# フアド・シャフィク
フアド・シャフィク（Fouad Chafik 、1986年10月16日 - ）は、フランス・ピエールラット出身のプロサッカー選手。モロッコ代表。FCローザンヌ・スポルト所属。ポジションは、ディフェンダー（DF）。

## 代表歴
シャフィク自身はフランス生まれだが、ルーツであるモロッコの代表を選択した。2015年5月に初招集。アフリカネイションズカップ2017予選・リビア戦で初キャップ。